# Stara Loka
Stara Loka – wieś w Słowenii, w gminie Škofja Loka. W 2018 roku liczyła 787 mieszkańców.